# Kőris-hegy
Kőris-hegy je hora v severozápadním Maďarsku severně od obce Bakonybél. S výškou 709 m n. m. je nejvyšším bodem župy Győr-Moson-Sopron a Veszprém a nejvyšší horou celého pohoří Bakony. V roce 1976 byl na vrchol nainstalován letecký radar.